# گارد آهنین
گارد آهنین یا حفاظ آهنین (رومانیایی: Garda de fier تلفظ [ˈɡarda de ˈfjer]) نام یک جنبش سیاسی و یک حزب در رومانی دورهٔ ۱۹۲۷ تا اوایل جنگ جهانی دوم است. ایدئولوژی «گارد آهنین» ملی‌گرایی، فاشیسم، ضدکمونیسم، بود و به کلیسای ارتدکس شرقی پایبند بود. همچنین به‌عنوان سازمانی یهودستیز معروف بوده‌است. یهودستیزی «گارد آهنین» ریشه در تعلیمات کلیسای ارتدکس رومانی داشت.
این بنیاد توسط کورنلیو کودرانو با نام سپاه میکائیل مقرب ("Legiunea Arhanghelului Mihail") تأسیس شد و تا سال ۱۹۳۸ که وی ترور شد، رهبری آن را به عهده داشت. این جنبش قتل‌های سیاسی نیز انجام می‌داد.